# Joseba Beloki
Joseba Beloki Dorronsoro (Lazcano, Guipúscoa (País Basco, Espanha), 12 de agosto de 1973) é um ex ciclista espanhol. pai de Markel Beloki e irmão de Gorka Beloki Foi profissional desde 1998. Desde então destacou como um bom escalador e um velocista de alto nível, especializado em voltas por etapas. Em 2002 ficou segundo no Tour, declarando-se vaga o primeiro posto numa resolução da União Ciclista Internacional que desclassificou por dopagem a Lance Armstrong.

## Biografia
Nascido em Lazcano, ainda que estabelecido desde a infância na cidade de Vitoria, Beloki iniciou-se no ciclismo aos 9 anos de idade nas fileiras do clube Iturribero de Vitoria.

### Época dourada
Beloki tem conseguido subir ao pódio do Tour de France em três ocasiões: como segundo em 2002 e como terceiro em 2000 e 2001. Na Volta a Espanha foi terceiro em 2002 e levou o camisola de líder durante três dias em 2001. É, junto com Federico Martín Bahamontes e Pedro Delgado, o segundo ciclista espanhol com mais pódios no Tour de France, só superado pelos cinco de Miguel Induráin. É um dos cinco ciclistas espanhóis, junto com Luis Ocaña (1973), Pedro Delgado (1989), Miguel Induráin (1991) e Carlos Sastre (2008), que têm conseguido finalizar no pódio de Volta e Tour no mesmo ano (2002). Entre suas vitórias encontram-se a Volta às Astúrias de 2000, a Volta à Catalunha de 2001 e a Clássica de Alcobendas de 2003.

### Grave queda e consequências

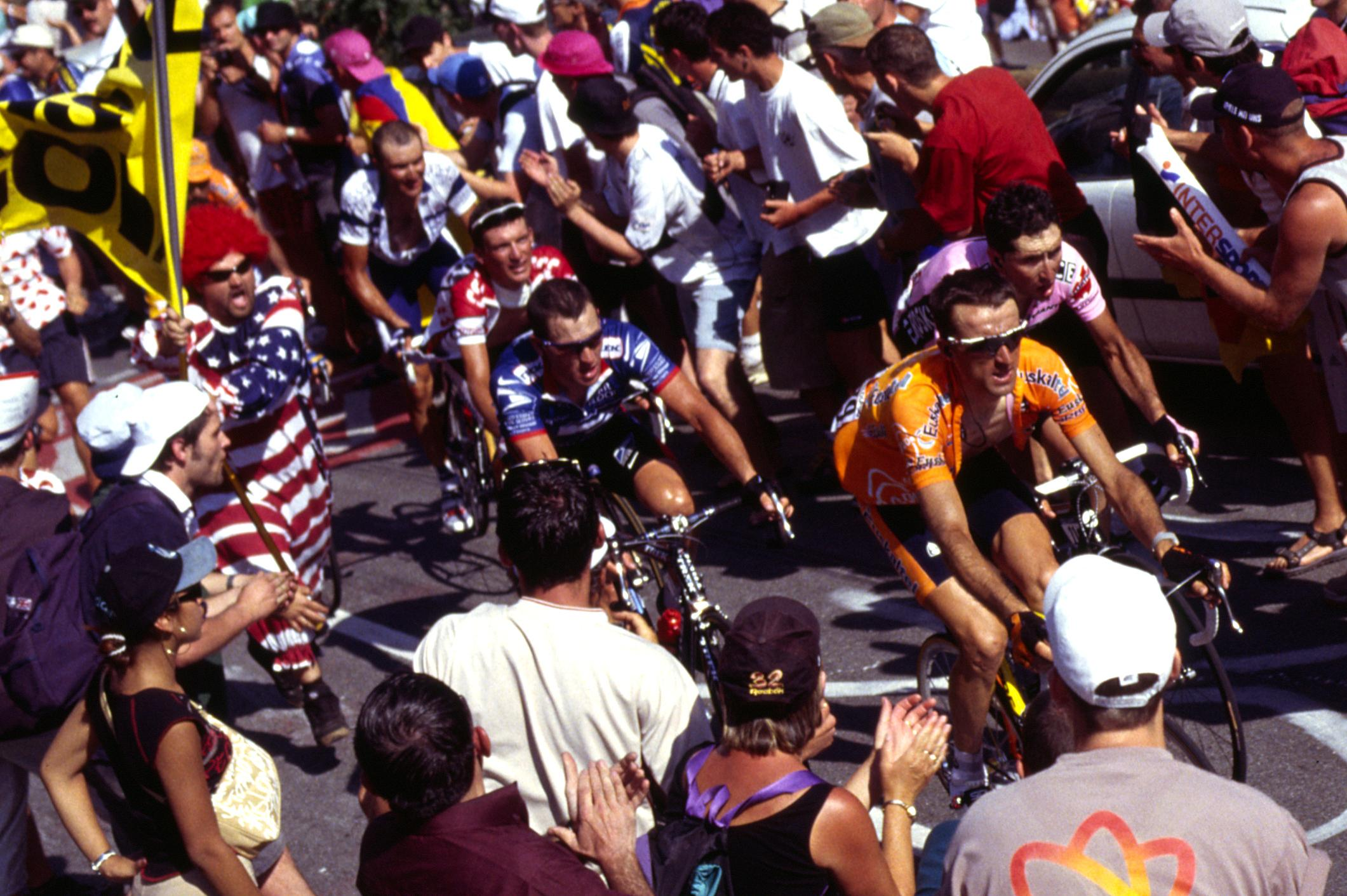
Beloki em Alpe d'Huez '03, junto Zubeldia, Armstrong, Hamilton e Basso

Em 14 de julho de 2003 marcou sua carreira desportiva. Durante a nona etapa do Tour, Beloki descia ao porto da Rochette (8 quilómetros a meta) junto a Lance Armstrong, líder com 40 segundos de vantagem sobre o guipuzcoano, enquanto perseguiam a Alexandre Vinokourov. Numa curva, perdeu o controle da sua bicicleta arrebentou o boyau ao passar a sua roda traseira com um trecho de asfalto derretido pelo sol. Beloki sofreu uma dura queda, rompendo-se o fémur, o cotovelo e o pulso direito. Armstrong esteve a ponto de sofrer as mesmas consequências, mas conseguiu girar bruscamente para ir parar a um campo agricola fora de estrada acabando por cortar caminho ficando para a historia. As lesões provocariam que Beloki ficasse de baixa para o resto da temporada.
Com a desbandada do ONZE de Manolo Saiz ao final da temporada de 2003, Joseba optou, depois de muita expectação, por assinar pela equipa francesa Brioches La Boulangère, o qual causou um notável desconcerto, ao tratar até momento de uma esquadra sem grandes expectativas nem orçamento.
Supunha-se que Beloki estava completamente recuperado de suas lesões, mas cedo começou a evidenciar-se que a recuperação ia demorar em se completar mais do esperado. Tomou em abril a saída da corrida de casa, a Volta ao País Basco, mas teve que se retirar na primeira etapa. Finalmente, não foi capaz de tomar a saída no Tour de France já que, depois de discussões com os dirigentes da equipa, abandonou a esquadra. Beloki alegou que os responsáveis por Brioches La Boulangère não lhe davam permissão para utilizar os corticoides (substâncias submetidas a restrição pela legislação antidopagem) que, segundo ele, precisava para curar a sua asma . Depois deste episódio, o corredor basco assinou para o que restava de temporada, e outro ano mais, com a equipa espanhola Saunier Duval. Correria a Volta a Espanha, na que deixaria boas sensações durante a primeira semana. Mas finalmente tudo pareceu ficar num espejismo e Beloki abandonaria a corrida prematuramente.

Beloki, com o camisola do Liberty Seguros-Würth

A última polémica ao redor de Beloki produziu-se no inverno de 2004, já que numa surpreendente operação, o ciclista guipuzcoano decidiu voltar junto a seu antigo diretor Manolo Saiz, pagando de seu bolso a cláusula de rescisão de seu contrato com Saunier Duval.
Começou no ano 2005 novamente com grandes expectativas, com o Giro d'Italia, o Tour de France e a Volta a Espanha no calendário. Mas depois dos primeiros meses de competição Beloki seguia sem poder completar uma única corrida entre os primeiros classificados: as consequências da queda no Tour de France de 2003 seguiam fazendo reduzir o seu rendimento, quiçá não tanto pelos danos físicos mas por problemas psicológicos. Por conseguinte foi incapaz de terminar o Giro, mas pese a isso Manolo Saíz o inclui na equipa do Liberty para o Tour de France, voltando assim a reencontrar-se com a corrida que truncou sua progressão. Durante os primeiros dias Joseba consegue manter-se nos primeiros postos da classificação mas quando chegam as etapas de montanha acusa sua falta de forma e tem que apelar a sua força de vontade para conseguir acabar o Tour numa discreta posição. Na Volta a Espanha, cai-se  no prólogo, revivendo assim velhos fantasmas, mas por fortuna a queda desta vez não tem consequências graves e pode continuar. Nas seguintes etapas vemos a um Joseba bastante recuperado, trabalhando como gregário para Roberto Heras e mostrando sua melhor forma nos últimos anos.
Começou no ano 2006 bastante bem, sem ganhar nenhuma etapa mas fazendo um papel interessante em várias corridas, como o Volta à Romandia.

### Operação Puerto
Em 22 de maio de 2006 conheceu-se a Operação Puerto, uma investigação da Guarda Civil que destapou uma trama de dopagem organizado para desportistas de elite, com o doutor Eufemiano Fuentes como cabeça. Todos os desportistas clientes da rede de Fontes figuravam nas carteiras sanguíneas, conversas intervindas ou manuscritos com nomes em chave. No relatório detalhado enviado pelo instituto armado ao juiz instrutor do caso (Antonio Serrano), Joseba Beloki foi identificado pela Guarda Civil como o ciclista depois dos nomes em chave JB e Blk, além de figurar seu nome completo nos manuscritos de Fuentes. Nos papéis de Fuentes, concretamente no Documento 28 referido a Joseba Beloki, figuravam anotações de HMG-LEPORI, IGF-1, trechos de testosterona, hormona de crescimento, EPO e anabolizantes em coordenação com a programação de extrações e reposições sanguíneas, segundo detalhava a Guarda Civil em seu relatório ao juiz.
Devido ao seu envolvimento na trama, a organização impediu a Beloki (junto a outros muitos ciclistas) de participar no Tour de France de 2006. Pouco depois, no entanto, o Julgado de Instrução n.º 31 de Madrid (encarregado da Operação Puerto) certificou por escrito que não existia nenhuma imputação contra ele.
 Isto se devia a que a investigação do juiz Serrano se centrava num suposto delito contra a saúde pública, não na trama de dopagem, que não foi pesquisada pelo juiz ao não ser a dopagem delito na Espanha nesse momento, motivo pelo qual Beloki declarou ante o juiz como testemunha, não como imputado. Ao ser absolvido judicialmente, Beloki podia competir em adiante com normalidade, já que não estava imputado em nenhum delito penal e o juiz Serrano se negou (salvo excepções) a que as provas acumuladas pela Guardia Civil (carteiras sanguíneas, documentos, gravações de vídeo e audio...) fossem facilitadas a organismos desportivos internacionais (UCI, AMA) para estudar as provas e impor em caso de estimá-lo oportuno as sanções desportivas apropriadas.

### Retirada
Em 21 de dezembro de 2007, depois de ter permanecido sem competir durante toda a temporada, anunciou sua retirada do ciclismo profissional. Depois passou a escrever na revista Ciclismo a Fondo e a colaborar na Rádio Euskadi como comentarista na retransmissão radiofónica de diversas corridas de ciclismo. Também é diretor da equipa Cafés Baqué e habitual corredor de maratonas. O seu melhor tempo (2:47:55) registou-o na sua segunda maratona, o que correu em Berlim em 2011.

Markel Beloki filho de joseba de apenas 18 anos, é o mais recente jovem a fazer a transição para o WorldTour, após assinar com a equipa norte-americana EF Education-EasyPost no seguimento de uma temporada excelente em que se tornou campeão nacional júnior de contrarrelógio em Espanha.Filho do antigo corredor basco Joseba Beloki – que alcançou o pódio da Volta a França três vezes nos anos 2000 -, Markel ambiciona conquistas ainda maiores nas competições internacionais mais prestigiadas, embora reconheça a sua juventude e a necessidade de aprender mais

## Palmarés
| - 1997 - 2.º no Campeonato da Espanha Contrarrelógio - 1999 - 3.º no Campeonato da Espanha em Estrada - 2000 - 1 etapa do Volta à Romandia - Volta às Astúrias, mais 1 etapa - 3.º no Tour de France - 2001 - Volta à Catalunha, mais 2 etapas - 3.º no Tour de France | - 2002 - 1 etapa da Euskal Bizikleta - 2.º no Tour de France - 3.º na Volta a Espanha - Escalada a Montjuic, mais 1 etapa - 2003 - Clássica de Alcobendas, mais 1 etapa - 1 etapa da Euskal Bizikleta |

## Resultados em Grandes Voltas e Campeonato do Mundo
Durante a sua carreira desportiva conseguiu os seguintes postos nas Grandes Voltas e nos Campeonatos do Mundo em estrada:
| Corrida            | Corrida            | 1998 | 1999 | 2000 | 2001 | 2002  | 2003 | 2004 | 2005 | 2006 |
| ------------------ | ------------------ | ---- | ---- | ---- | ---- | ----- | ---- | ---- | ---- | ---- |
|                    | Giro d'Italia      | —    | —    | —    | —    | —     | —    | —    | Ab.  | —    |
|                    | Tour de France     | —    | —    | 3.º  | 3.º  | 2.º   | Ab.  | —    | 75.º | —    |
|                    | Volta a Espanha    | —    | Ab.  | —    | Ab.  | 3.º   | —    | Ab.  | 40.º | —    |
| Mundial em Estrada | Mundial em Estrada | ―    | ―    | ―    | 45.º | 112.º | ―    | ―    | ―    | ―    |

―: Não participa

Ab.: Abandono

## Equipas
- Euskaltel-Euskadi (1998-1999)
- Festina-Lotus (2000)
- ONZE (2001-2003)
- ONZE-Eroski-Würth (2001)
- ONZE-Eroski (2002-2003)
- Brioches La Boulangère  (2004)[16]
- Saunier Duval-Prodir (2004)[17]
- Liberty Seguros/Würth Team/Astana (2005-2006)
- Liberty Seguros-Würth Team (2005-2006) (até maio)
- Würth Team (2006) (até junho)
- Astana-Würth Team (2006) (até julho)
- Astana (2006)